# The Pursuit of the Phantom
The Pursuit of the Phantom er en amerikansk stumfilm fra 1914 af Hobart Bosworth.

## Medvirkende
- Hobart Bosworth som Richard Alden
- Rhea Haines som Aldens kjæreste
- Helen Wolcott som Helen Alden
- Courtenay Foote som Wyant Van Zandt
- Myrtle Stedman som Helen Alden